# Бенгальський тигр (фільм, 1959)
«Бенгальський тигр» («Ешнапурський тигр»; нім. Der Tiger von Eschnapur) — пригодницький фільм німецького режисера Фріца Ланга, знятий в 1959 року за мотивами роману Теа фон Гарбоу. Продовження цього фільму — «Індійська гробниця».

## Сюжет
Дія відбувається в Індії. Молодий архітектор Гаральд Бергер (Пауль Губшмід) вирушає в Ешнапур, щоб здійснити там за замовленням місцевого магараджі низку проєктів. На заїжджому дворі він зустрічає танцівницю Сіту (Дебра Паджет), що їде туди ж, щоб виконати в храмі танець у славу богів. Почувши, що поблизу бродить тигр-людожер, вони вирішують їхати разом. І не даремно: під час привалу тигр нападає на молоду жінку, проте Гаральд рятує її, відлякавши звіра запаленою гілкою. Прибувши до Ешнапура, архітектор зустрічається з правителем Чандрою (Вальтер Райєр), що деякий час навчався у Європі, і розпочинає виконання своїх обов'язків. Проте не усе так просто: за зовнішнім умиротворенням життя ховається таємне невдоволення деяких придворних (і, зокрема, брата магараджі) європеїзацією, що насувається.

## В ролях
| Актор             |   | Роль               |
| ----------------- | - | ------------------ |
| Дебра Паджет      | • | Сіта               |
| Пауль Губшмід     | • | Гаральд Бергер     |
| Вальтер Райєр     | • | Чандра             |
| Клаус Хольм       | • | доктор Вальтер Род |
| Валерій Інкіжінов | • | Яма                |
| Лучана Палуцці    | • | Бахарані           |
| Рене Дельтген     | • | принц Рамігані     |
| Йоган Брокманн    | • | Падху              |
| Йоган Блуме       | • | Асагара            |
| Сабіна Бетманн    | • | Ірен Род           |

## Цікаві факти
- Фільм знімався в Раджастхані та Берліні.
- Слоган фільму «Der deutsche Millionen — Film»! («Німецький фільм-мільйонер»!)
- Фільми «Бенгальський тигр» і його продовження — фільм «Індійська гробниця» для США були змонтовані в один 90-хвилинний фільм під назвою «Подорож у загублене місто».